# Heinz Ohff
 (octobre 2024).
Heinz Ohf (né le 12 mai 1922 à Eutin et mort le 24 février 2006 à Berlin) est un critique d'art et auteur allemand. Il est le rédacteur en chef du Der Tagesspiegel et publie également sous le pseudonyme N. Wendevogel.

## Biographie
Ohff est né dans une famille d'enseignants anglophiles de la Suisse holsteinoise. Ohff est enrôlé dans la Wehrmacht à un très jeune âge et est interné comme prisonnier de guerre dans un camp du désert près de Casablanca en 1943. Il y est interrogé, entre autres, par Erika Mann, ce qui le conduit à être envoyé aux États-Unis pour faire des travaux agricoles. Bien qu'il n'a jamais revu la fille de Thomas Mann, Ohff lui-même suppose que sans cette "rencontre clé", il ne serait probablement jamais devenu éditeur de feuilletons. C'est au Die Neue Zeitung (de), publiée dans la zone d'occupation américaine en Allemagne à partir d'octobre 1945, qu'il commence sa carrière de journaliste, qui le mène, en passant par le Heidelberger Tageblatt (de) (où il rédige également des revues de ballet), le Weser-Kurier (de) et le Bremer Nachrichten (de), au Berliner Tagesspiegel en 1961. Il y est responsable de la gestion du feuilleton avec Wolf Jobst Siedler (de) et plus tard Hans Scholz (de). Après que Siedler soit devenu éditeur et que Scholz soit parti en 1976, il devient l'unique chef de département aux côtés du critique de théâtre Günther Grack. En 1987, Ohff prend sa retraite.
En lien avec le groupe de peintres connu sous le nom de « Jeunes Fauves », dont la branche berlinoise est fondée en mai 1977 et dirige la galerie de la Moritzplatz (de) à Berlin-Kreuzberg (les représentants importants sont Rainer Fetting, Helmut Middendorf, Salomé et Bernd Zimmer, le "Ur à quatre feuilles -Kleeblatt vom Moritzplatz"), Ohff gagne beaucoup grâce à de nombreux articles. Il jette un regard critique sur eux dans Die Wilden sind wieder da dans son œuvre de 1982 Von Krokodilen und anderen Künstlern. Dans le même ouvrage, on trouve entre autres des critiques sur Robert Rauschenberg, Joseph Beuys, Wolf Vostell, Bernard Schultze, Gerhard Richter et Walter Stöhrer (de). Il acquit une grande renommée avec ses nombreuses biographies, par exemple sur Karl Friedrich Schinkel, Theodor Fontane, le prince Pückler-Muskau ou la reine Louise de Prusse et enfin Heinrich von Kleist. Ohff est également un critique littéraire profond et connait et est ami avec de nombreux écrivains, dont Emil Belzner (de), Friedrich Burschell (de), Heinrich Eduard Jacob, William Somerset Maugham (il l'interviewe en 1957 pour le Tagesschau) ou encore Kurt Wildhagen (de).
Ohff est membre du Centre PEN Allemagne (de) et pendant de nombreuses années président de la section allemande de l'Association internationale des critiques d'art Association Internationale des Critiques d'Art (AICA). Depuis 1957, il est avec la photographe Christiane Ohff, née Hartmann (née en 1935), se marie et vit alternativement à Berlin et dans la colonie d'artistes de St Ives dans le sud de l'Angleterre en Cornouailles. Ohff est enterré dans le  (de) à Berlin-Schoeneberg.

## Travaux
- Pop und die Folgen oder die Kunst, Kunst auf der Straße zu finden. Visualisiert von Wolf Vostell. Droste Verlag, Düsseldorf 1968, 2. Auflage 1969.
- Hannah Höch. (Mit Bibliographie und Werkeverzeichnis von Hannah Höch.) Gebr. Mann Verlag, Berlin 1968.
- Galerie der neuen Künste. Revolution ohne Programm. Bertelsmann Kunstverlag, Gütersloh 1971  (ISBN 3-570-05436-5).
- Kunst ist Utopie. Visualisiert von Hans Peter Willberg (de). C. Bertelsmann Verlag, Gütersloh 1972.
- Anti-Kunst. Droste Verlag, Düsseldorf 1973  (ISBN 3-7700-0363-2).
- Fritz Köthe. (Monographie und Werkverzeichnis von Fritz Köthe (de)). Nicolai Verlag, Berlin 1976  (ISBN 3-87584-048-8).
- Auch sie waren Preußen: 15 Lebensbilder. Safari-Verlag, Berlin 1979  (ISBN 3-7934-1458-2).
- Von Krokodilen und anderen Künstlern: 30 Kritiken aus 20 Jahren. Galerie Ars-Viva-Edition, Berlin 1982  (ISBN 3-923466-27-7).
- 2mal Berlin (mit 38 Fotos von Christiane Hartmann-Ohff). Piper Verlag, München/Zürich 1985  (ISBN 3-492-02854-3).
- William Turner. Die Entdeckung des Wetters. Piper Verlag, München 1987  (ISBN 3-492-15205-8).
- Ein Stern in Wetterwolken: Königin Luise von Preußen. Piper Verlag, München 1989  (ISBN 3-492-03198-6).
- Elegie auf Potsdam: das Ende der Garnisonkirche (zus. mit Martin Seidel / Fotos). Stapp Verlag, Berlin 1991  (ISBN 3-87776-132-1).
- Karl Friedrich Schinkel oder die Schönheit in Preußen. Piper Verlag, München 2000  (ISBN 3-492-22965-4).
- Gebrauchsanweisung für England. Piper Verlag, München 2001  (ISBN 3-492-27504-4).
  - Reiseleesboek Engeland. Spectrum Verlag, Utrecht 2005  (ISBN 90-274-9986-1).
- Preußens Könige. Piper Verlag, München 2001  (ISBN 3-492-23359-7).
- Theodor Fontane. Leben und Werk. Piper Verlag, München 2002  (ISBN 3-492-22483-0).
- Der grüne Fürst. Das abenteuerliche Leben des Hermann Pückler-Muskau. Piper Verlag, München 1991  (ISBN 3-492-03432-2). Neuausgabe 1993: Piper Verlag, München 2002  (ISBN 3-492-23715-0).
- Gebrauchsanweisung für Schottland. Piper Verlag, München 2002  (ISBN 3-492-27510-9).
- König Artus. Eine Sage und ihre Geschichte. Piper Verlag, München 2003  (ISBN 3-492-26554-5).
- Peter Joseph Lenné. Jaron, Berlin 2003  (ISBN 3-89773-123-1)
- Königin Luise von Preußen. Ein Stern in Wetterwolken. Piper Verlag, München 2005  (ISBN 3-492-21548-3) (erweiterte Neuausgabe).
- Heinrich von Kleist – Ein preußisches Schicksal. Piper Verlag, München 2005  (ISBN 3-492-24561-7).

Sous le pseudonyme N. Wendevogel
- Vielgeliebtes Heidelberg: N. Wendevogels Heidelberger Romanzen (mit Illustrationen von Hans Fischer & Horst Lemke). Karl Bergmann Verlag, Heidelberg 1953.
- Auf Reisen bin ich Mensch. Stapp Verlag, Berlin 1983  (ISBN 3-87776-951-9).
- Zuhause und anderswo. Stapp Verlag, Berlin 1984  (ISBN 3-87776-952-7).
- Ein Mensch ist unterwegs. Stapp Verlag, Berlin 1987  (ISBN 3-87776-953-5).

### Rédaction
- Vöglein singe mir was Schönes vor. Dokumente aus Kindertagen. (Zusammen mit Hans Scholz (de) herausgegeben). Sigbert Mohn Verlag, Gütersloh 1965.
- Eine Sprache, viele Zungen: Autoren der Gegenwart schreiben in deutschen Mundarten. (Zusammen mit Hans Scholz herausgegeben). Sigbert Mohn Verlag, Gütersloh 1966. Zu den insgesamt 77 für die Anthologie gewonnenen Autoren gehörten u. a.: Stefan Andres (de), Sebastian Blau (de), Oskar Maria Graf, Heinrich Eduard Jacob, Erich Kästner, Siegfried Lenz, Heinz Piontek, Wolfdietrich Schnurre und Wolfgang Weyrauch (de).
- Briefe eines Verstorbenen: Hermann Fürst Pückler-Muskau. (Vollständige Ausgabe, neu herausgegeben von Heinz Ohff). Kupfergraben Verlag, Berlin 1986  (ISBN 3-89181-001-6). Zuletzt erschienen: Propyläen Verlag, Berlin 2006  (ISBN 3-549-07296-1).

### Traductions
- Julietta Low: Das Leben der ersten Pfadfinderin Amerikas: Helen Boyd Higgins. Von Heinz Ohff unter seinem Pseudonym N. Wendevogel aus dem Amerikanischen übersetzt. Kerle Verlag, Heidelberg 1953.
- Frank G. Slaughter: Die heilenden Hände. Roman. Zusammen mit Heinrich Ringleb aus dem Amerikanischen übersetzt von Heinz Ohff. Kindler Verlag, München 1955.
- Walter Blair: Das große Lügengarn: Von Trappern, Schelmen und anderen Amerikanern. Aus dem Amerikanischen übersetzt von Heinz Ohff. Deutscher Taschenbuch Verlag, München 1962.

## Expositions
- Heinz Ohff et les artistes (photographies de 1978 à 1987 par Christiane Hartmann) . Vernissage : 11 mai 2007 ; Durée : du 12 mai au 29 juin 2007 à la galerie de l'Art Foundation Poll à Berlin (Mitte).

## Prix
- Croix fédérale du mérite sur ruban (29 octobre 1986)[2]
- Médaille d'Or de la Ville de Rome